# アウグスト (ロイヒテンベルク公)
アウグスト・カルルシュ・エウゲーニオ・ナポレアン・デ・ベアウアルナイス（ポルトガル語: Augusto Carlos Eugênio Napoleão de Beauharnais, 1810年12月9日 - 1835年3月28日）は、ポルトガル女王マリア2世の最初の王配。ドイツ語名はアウグスト（August）、フランス語名はオギュスト（Auguste）。

## 生涯
ヴェネツィア公ウジェーヌ・ド・ボアルネとバイエルン王女オギュスタ・ド・バヴィエールの長男として、ミラノで生まれた。姉にスウェーデン王妃ユセフィナ、妹にブラジル皇后アメリアがいる。
1824年、父の死によりロイヒテンベルク公位を継承した。
1834年12月1日、ミュンヘンでマリア2世の代理人による結婚式を挙げた。結婚と同時にアウグストはサンタ・クルス公となった。1835年1月にポルトガルに到着。1月26日に正式な結婚式をリスボンで挙げ、正式なポルトガル王配となったが、それからすぐに肺結核にかかり、わずか2か月後に急逝した。死後、弟のマクシミリアンがロイヒテンベルク公位を継いだ。一方、マリア2世はあらたな王配にザクセン＝コーブルク＝コハーリ家からフェルディナント公子（フェルナンド2世）を迎えた。